# Bundesstraße 26
Pour les articles homonymes, voir B26 et Route 26.
La Bundesstraße 26 (abrégé en B 26) est une Bundesstraße reliant Riedstadt à Hallstadt.

## Localités traversées
- Riedstadt
- Darmstadt
- Dieburg
- Babenhausen
- Aschaffenbourg
- Hösbach
- Lohr am Main
- Karlstadt-sur-le-Main
- Arnstein
- Schweinfurt
- Haßfurt
- Eltmann
- Bamberg
- Hallstadt